# ВИА Волга-Волга
ВИА «Волга-Волга» — российская музыкальная группа из Казани, основанная в 1997 году. Точнее, группа была создана в 1991 году и называлась «Н.З.». Однако летоисчисление решено вести с 1997 года - года выпуска первого альбома группы. Сами музыканты описывают свой стиль как «ска-фолк-рок-бардак», приправляя его лёгким городским романсом.

## История

### 1991 - 2000 годы
Коллектив «Н. З.» («Нейтральная Зона») был образован в 1991 году на базе казанской средней школы №89. У истоков создания группы стояли Антон Салакаев и Александр Макаров. В 1997 году музыканты записывают свой первый студийный альбом «Оркестр колес». Чуть позднее к основному составу группы «Нейтральная зона» (Антон Салакаев, Александр Макаров, Александр Сухарев) присоединились Эдуард Фазульянов, гитарист группы «КуКуКиКиЛАЙ», на тот момент прекратившей свое существование, а спустя ещё некоторое время и саксофонист того же ансамбля Роман Кузнецов. В обновлённом составе группа продолжила выступать под названием «Н. З.». Зимой 2000 года группа изменила своё название на ВИА «Волга-Волга»
Коллектив становился победителем и дипломантом всевозможных рок-фестивалей: «Автоград» (Тольятти), «Живая волна» (Набережные Челны), «Свежий Ветер» (Уфа), «Teen Star», «Равноденствие», «Укол» (Поволжье) и др.
«Волга-Волга» — это старый отечественный фильм, и то разудалое состояние фильма, его веселое настроение в какой-то степени передалось нам. Тем более, на тот момент мы уже начали делать кавер-версии, и одни из первых каверов были на песни из советских фильмов. — Антон Салакаев

### 2000 — 2010 годы
Песня «Лютая» вошла в саундтрек к фильму Алексея Балабанова «Война» (2002).
5 декабря 2003 года группа выступила в совместном концерте с Гариком Сукачёвым и группой Billy’s Band в ДК Горбунова. Концерт был посвящён юбилею Сукачёва.
В 2003 группа приняла участие в записи трибьюта Бориса Гребенщикова.
В 2004 году группа записала саундтрек к сериалу «Дальнобойщики 2», в который вошло четыре песни. Кроме этого в серии «Туман» музыканты попробовали себя в качестве актёров.
В 2004 году группа приняла участие в съёмках новогодней телевизионной программы «Шире круг» телеканала ТВЦ.
В 2005 выпущен трибьют Майка Науменко «Уездный город N 20 лет спустя», где музыканты представляют свою версию песни «Blues de Moscou»
В 2005 году клипы «Татарская» и «Ира» попадают в ротацию общероссийского (на тот момент) телеканала «О2ТВ».

### 2010—2020 годы
С 2012 года ансамбль ежегодно выступает с концертами на Международном фестивале команд КВН КиВиН в Сочи.
В 2013 году группа была приглашена открыть фестиваль «Ээх, разгуляй!», ежегодно проводимым радио «Шансон», в СК «Олимпийский» (Москва) и СК «Юбилейный» (Санкт-Петербург).
В 2014 году группа участвовала в создании саундтрека к фильму «Кавказская пленница-2»
С июня 2016 года в Казани проводится одноимённый ежегодный музыкальный фестиваль «Волга-Волга», идеологом которого стал Антон Салакаев.
В 2017 году ВИА «Волга-Волга» отметил своё 20-тилетие грандиозным туром по городам России. В числе тридцати городов были Санкт-Петербург (клуб «MOD») и Москва (клуб «16 тонн»)
В числе городов, где за 20 лет существования выступал коллектив также значатся Самара, Ижевск, Киров, Пермь, Ульяновск, Саратов, Волгоград, Астрахань, Нижний Новгород, Норильск и др.
В 2018 киношкола Фёдора Бондарчука выпустила короткометражный фильм «Твою мать» по сценарию Марины Воевода молодого режиссёра Виктории Рунцовой, в котором прозвучала песня «Ира»
В 2019 коллектив трижды участвовал в съёмках программы «Квартирник НТВ у Маргулиса», в том числе и на «Новогоднем Квартирнике НТВ у Маргулиса».
26 августа 2019 года в рамках культурной программы 45-го мирового чемпионата по профессиональному мастерству WorldSkills Kazan 2019, проходившего в Казани, состоялся концерт ВИА «Волга-Волга», а в сентябре группа вновь была приглашена на «Ээх, разгуляй!» с песней Михаила Гуцериева «Поручни любви»
В 2019 году группа приняла участие в финальной игре «КВН» на Первом канале в составе команды «Сборная Снежногорска».
Также в 2019 выходят трибьюты, посвященные 95-летию Булата Окуджавы и 85-летию Юрия Визбора с участием группы.
В конце 2019 года группа открыла в Казани собственную звукозаписывающую студию — продюсерский центр
В 2020 году ВИА «Волга-Волга» стал обладателем премии «Шансон года».
В 2020 году композиция «Ира» была использована во 2-м сезоне сериала «Дылды»
Песни группы находятся в ротации на радио «Шансон», «Наше радио», «Радио Дача», «Милицейская волна» и др.
Коллектив становился участником фестивалей «Нашествие», «Улетай», «Чернозем» «Доброфест», «Сотворение Мира», «Рок-лайн», «Автоград», а также крупных международных спортивных чемпионатов: ЧМ по футболу, ЧМ по водным видам спорта, ЧМ по биатлону, Всемирной летней Универсиады 2013 и др.
В год ВИА «Волга-Волга» дает более 150 концертов в городах России. Также коллектив не раз выступал в Хорватии, Австрии, Турции, Казахстане, Беларуси, Эстонии, Латвии, Армении, на Сицилии, Кипре
В 2022 году группа масштабно отметила свое 25-летие. Музыканты дали большой концертный тур по городам, записали синглы, начали работу над новым авторским альбомом, приняли участие в российских фестивалях.

## Состав
- Антон Салакаев — вокал, баян, песни
- Сергей Татарский — вокал, гитара, песни
- Артём Шутов — труба
- Сергей Черепенин — тромбон
- Юрий Ожегин - саксофон, кларнет
- Тимур Айбетов — бас-гитара
- Александр Аблаев — барабаны
- Эдуард Нурмеев — звук на концертах
- Александр Сухарев — звук в студии, перкуссия

## Дискография
- 1997 — Оркестр Колёс («Н.З.»)
- 2000 — Дудки-Выдумки («Н.З.»)
- 2002 — Бродяги
- 2003 — Яйцебород
- 2004 — 21 хорошая песня для детей и взрослых (сплит с группой «Мамульки Bend»)
- 2005 — Чак-чак
- 2008 — PESNYA.RЫ (кавер)
- 2009 —  И даже любовь...
- 2012 — Волгонавты (кавер)
- 2013 — 7 гномов
- 2015 — #Гениальноипросто (кавер)
- 2017 — Волгонавты 2.0 (кавер)
- 2018 — Суши за репост
- 2020 — Гуси-Лебеди (The Best)
- 2022 — На одной волне (live)
- 2023 — Брат лихой

## Клипы
- Ира (анимация)
- Лютая
- Залетела
- Рингтон (анимация)
- Поручни любви
- С тобой
- Кибитка (совместно с коллективами Лампасы и ЯйцЫ Fаберже)
- Русский хит
- Спи, Фидель
- Чёрный ворон
- Татарская (анимация)
- За всё хорошее
- Девчачий танец
- Журавлики
- Американ бой (кавер)
- Вот и лето прошло (кавер)
- Земля в иллюминаторе (кавер)
- Знаешь ли ты (кавер)
- Тополиный пух (кавер)
- Белые розы (кавер)
- Седая ночь (кавер)
- Пароход (кавер)
- Ира
- Брат лихой
- Волга и Кама